# Соцков, Николай Дмитриевич
Николай Дмитриевич Соцков (6 января 1923, дер. Песчанка, Псковская губерния — 26 января 1982, там же) — разведчик взвода пешей разведки 811-го стрелкового полка 229-й стрелковой дивизии 21-й армии 1-го Украинского фронта, сержант — на момент представления к награждению орденом Славы 1-й степени.

## Биография
Родился 6 января 1923 года в деревне Песчанка (ныне — Порховского района Псковской области). Окончил 7 классов. Работал в колхозе.
Находясь на временно оккупированной территории немецко-вражескими захватчиками территории, воевал разведчиком в 5-й партизанской бригаде.
В Красной Армии и на фронте в Великую Отечественную войну с марта 1944 года. Сражался на 3-м Прибалтийском и 1-м Украинском фронтах. Принимал участие в освобождении Прибалтики, Польши, в боях на территории Германии.
Стрелок взвода пешей разведки 811-го стрелкового полка красноармеец Николай Соцков 23 августа 1944 года в районе деревни Верноя, действуя в составе разведывательной группы по захвату «языка», скрытно подобрался к первой траншее противника и забросал гранатами находившихся там солдат. В результате этой вылазки было захвачено два гитлеровца.
Приказом по 229-й стрелковой дивизии от 25 августа 1944 года за мужество и отвагу, проявленные в боях, красноармеец Соцков Николай Дмитриевич награждён орденом Славы 3-й степени.
20 сентября 1944 года в 20 километрах юго-восточнее города Цесис группа бойцов во главе с Николаем Соцковым вышла в тыл противника, уничтожила расчет вражеской огневой точки, захватила два пулемета и без потерь возвратилась в расположение части.
21 сентября 1944 года Николай Соцков, действуя в составе группы по захвату «языка», ворвался в траншею противника и взял в плен солдата.
Приказом по 54-й армии от 12 октября 1944 года за мужество и отвагу, проявленные в боях, красноармеец Соцков Николай Дмитриевич награждён орденом Славы 2-й степени.
В период 20 января — 12 февраля 1945 года разведчик взвода пешей разведки 811-го стрелкового полка сержант Николай Соцков в боях на территории Польши и Германии неоднократно пробирался в тыл противника и доставлял ценные разведывательные данные.
10 февраля 1945 года в районе деревни Вальдау, когда в бою наши стрелки дрогнули и начали отходить, Николай Соцков личным примером остановил бойцов, которые отбили атаку врага.
Указом Президиума Верховного Совета СССР от 10 апреля 1945 года за образцовое выполнение заданий командования в боях с немецко-вражескими захватчиками сержант Соцков Николай Дмитриевич награждён орденом Славы 1-й степени, став полным кавалером ордена Славы.
После войны некоторое время продолжал службу в Вооруженных Силах СССР. В 1947 году Н. Д. Соцков демобилизован. Жил в деревне Песчанка. Работал в колхозе имени Крупской пастухом. В 1962 году стал членом КПСС. Скончался 26 января 1982 года.
Награждён орденами Славы 1-й, 2-й и 3-й степени, медалями (в том числе — «За отвагу»).